# Carex diandra
Espèce
Classification phylogénétique
Statut de conservation UICN

 LC  : Préoccupation mineure
Carex diandra (appelé en français Laîche arrondie, Laîche à tige arrondie, Laîche à deux étamines) est une espèce de plantes du genre Carex et de la famille des Cyperaceae.
Il est largement distribué dans l'hémisphère Nord, où on le trouve en Amérique du Nord, en Europe et en Asie. Il est également rencontré en Nouvelle-Zélande. Il pousse dans une grande variété d'habitats humides, comme les étangs, prairies et tourbières.
Ce carex produit des bouquets de tiges triangulaires mesurant jusqu'à 90 centimètres de long. Les feuilles sont bordées de blanc, avec un fourreau à points rouges à pois mesurant jusqu'à environ 30 centimètres de long. L'inflorescence est simple ou parfois composée, constituée de plusieurs groupes de pointes brun clair.
Cette espèce est protégée dans de nombreuses régions françaises.

## Galerie

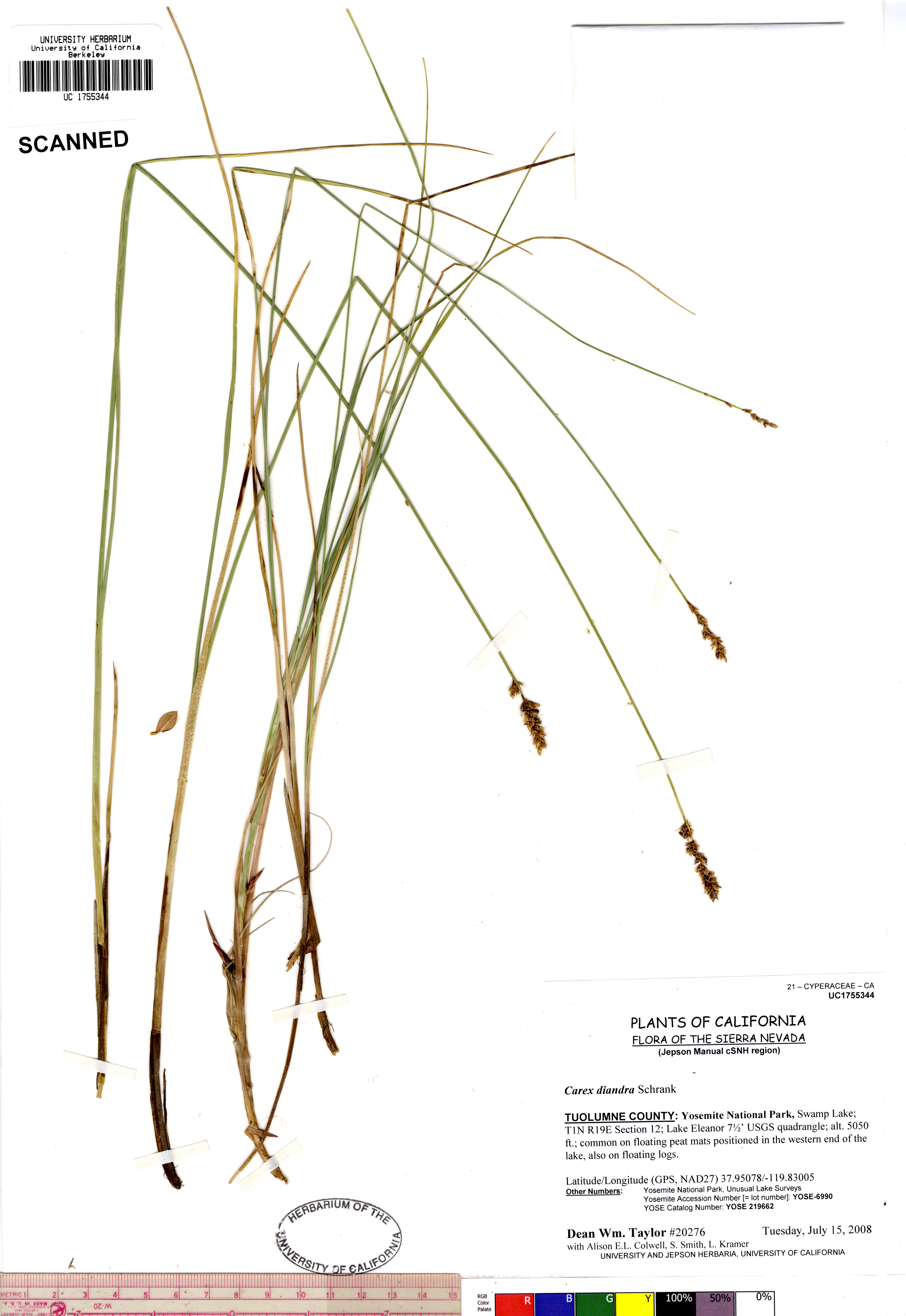